# Frank Strandli
Frank Strandli (Kristiansand, 16 maggio 1972) è un ex calciatore e allenatore di calcio norvegese, di ruolo attaccante.